# Colegio Técnico Experimental de Aviación Civil
La Unidad Educativa de Aviación Civil, anteriormente conocida como el Colegio Técnico Experimental de Aviación Civil, y en sus inicios denominado como el Colegio Técnico Aeronáutico de Aviación Civil (COTAC), es una institución de educación secundaria pública , fundada el 22 de septiembre de 1977, en la ciudad de Quito, Ecuador, con el patrocinio de la Fuerza Aérea Ecuatoriana (FAE) a través de la Dirección General de Aviación Civil (DGAC), y aprobada por el Ministerio de Educación y Cultura del Ecuador con el Decreto Ministerial n.º 01668, con el objetivo de formar Bachilleres con conocimientos técnicos en las materias de Tránsito Aéreo, Aeronavegación y Meteorología, y formar futuros tecnólogos en estas disciplinas de la Ciencia Aeronáutica. Fue uno de los primeros en desarrollar educación secundaria enfocada a la aviación en el Ecuador. Actualmente es un centro académico, que otorga el título intermedio de bachillerato en Ciencias. Los estudiantes graduados optan luego por ingresar, tanto a carreras militares para oficiales, así como a profesiones civiles a nivel de educación superior.
Dentro de sus instalaciones, pero a nivel de educación superior, funciona también el Instituto Superior Tecnológico de Aviación Civil (ISTAC), creado anteriormente, el 28 de febrero de 1966 como Escuela Técnica de Aviación Civil (ETAC), adscrita a la Organización de Aviación Civil Internacional (OACI), como una opción educativa para los nuevos graduados secundarios, que deseen continuar sus estudios dentro de las carreras técnicas que dan soporte a las operaciones aeronáuticas.

## Historia
Durante la dictadura militar del Consejo Supremo de Gobierno, triunvirato liderado por el almirante de la Armada del Ecuador, Alfredo Poveda Burbano, que gobernó de 1976 a 1979; se fundó esta institución con el nombre de Colegio Técnico Aeronáutico de Aviación Civil (COTAC), el 22 de septiembre de 1977, siendo un colegio particular de educación secundaria exclusivamente masculino, debido a su naturaleza inspirada en el mundo de la aviación militar. A partir del año 2000 pasó a tener alumnado mixto, de cadetes varones y mujeres (coeducación), y en enero de 2011 dejó de ser de carácter privado y se convirtió en establecimiento de educación pública.

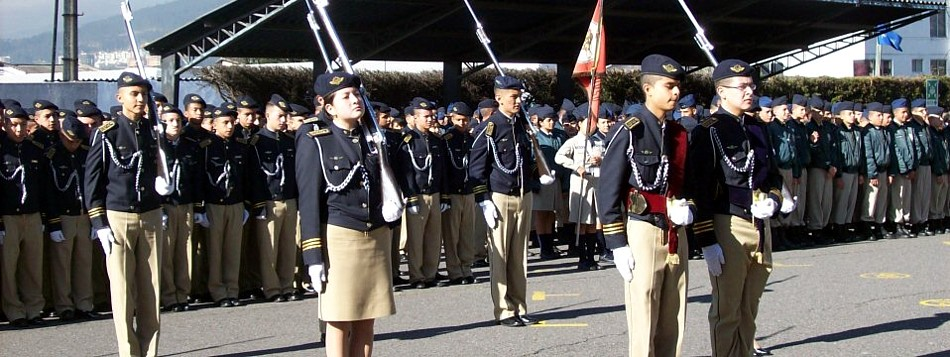
Formación de cadetes del alumnado en ceremonia de acto cívico. Patio principal del COTAC.

Fue creado con el auspicio de la Fuerza Aérea Ecuatoriana, por iniciativa de la Dirección de Aviación Civil, para proveer a la Escuela Técnica de Aviación Civil (ETAC) del recurso humano necesario para formar, a nivel de educación superior, su futuro personal civil. También fue creado para formar a los bachilleres que quisieran ingresar posteriormente a la Fuerza Aérea Ecuatoriana para llegar a ser oficiales militares.
Anteriormente era dirigido por un oficial superior en servicio activo, pasivo o retirado de la Fuerza Aérea Ecuatoriana con grado de coronel. Mientras que para los aspectos exclusivamente académicos de la formación de los cadetes, su personal docente ha sido civil y con título de educación superior.
En el pasado, los cadetes que aprobaban la instrucción militar de los tres últimos años del bachillerato ya no debían cumplir con el servicio militar obligatorio de ese entonces, dispuesto por las leyes y reglamentos de la Dirección de Movilización del Comando Conjunto de las Fuerzas Armadas del Ecuador. En tiempos recientes, medios nacionales han reconocido a sus bachilleres en el grupo de los de mejor nivel académico del Ecuador.